# ジェンナーロ・デルヴェッキオ
ジェンナーロ・デルヴェッキオ（Gennaro Delvecchio, 1978年3月25日 - ）は、イタリア・バルレッタ出身の元同国代表サッカー選手、現サッカー指導者。現役時代のポジションはミッドフィールダー。
大柄な体格からセットプレーでの得点源となり、テクニックもある攻守に優れた選手。

## 経歴
地元のアマチュアクラブであるSSバルレッタ・カルチョでキャリアを始める。2005年のACペルージャの破産に伴いUCサンプドリアに移籍。2005-06シーズンに期限付き移籍先のUSレッチェでセリエAデビューを果たした。
2013-14シーズン限りでFCバーリ1908を退団し現役を引退。2014年8月22日、古巣のSSバルレッタ・カルチョの技術部門責任者に就任した。2015-16シーズンよりメルフィのアシスタントコーチに招聘されたが、レガ・プロでクラブは下位に沈み11月23日に解任されることが発表された。
2017年8月25日、古巣バーリのユース部門における責任者に就任した。

## エピソード
- 2007年1月28日のインテル・ミラノ戦で相手キーパーに危険なタックルを犯し、抗議に駆け寄り口論となったマルコ・マテラッツィに対して頭突きをした。これにより自身は一発退場、激昂し抗議し続けたマテラッツィにもカードが下される事態となった。その後、3試合の出場停止処分を受けた。